# Universal Breweries
Universal Breweries Ltd est une société mauricienne à capitaux indiens créée pour concurrencer Phoenix Beverages Group avec le lancement le 8 août 2005 de la bière Black Eagle.
La bière Black Eagle est fabriquée à base de maïs.